# Intel-800-Serie
Die Intel-800-Serie ist eine Familie von Northbridges – von Intel als Memory Controller Hub (MCH) bzw. Graphics and Memory Controller Hub (GMCH) bezeichnet – die zusammen mit einer Southbridge, dem I/O Controller Hub, einen Chipsatz für x86-Mikroprozessoren von Intel bilden. Die 800-Serie ist eng mit der Intel E7000-Serie verwandt. Hauptsächlich werden die Chipsätze, die auf der 800-Serie basieren, für die Prozessoren Intel Pentium III, Intel Celeron (P6), Intel Pentium 4 und Intel Celeron (NetBurst) eingesetzt.

## Produktgeschichte
Hinweis: Die Sortierung der nachfolgenden MCHs bzw. GMCHs ist nicht chronologisch, sondern basiert auf der Nummerierung der Chips.

### Pentium-III-Chipsätze

#### i810
Der erste Chipsatz der 800-Serie ist der i810 (Codename Whitney) und wurde im April 1999 auf den Markt gebracht. Er war der erste IGP von Intel und sollte Intels Marktstellung im Low-Cost-Segment stärken, in dem die Grafikleistung vernachlässigbar ist. Intels Konkurrenten, z. B. SiS und VIA Technologies, konnten bereits seit längerem entsprechende IGPs anbieten und dadurch einen gewissen Marktanteil erreichen. Der Grafikkern des i810 basierte auf dem i752, einer Entwicklung der Firma Real3D, die von Intel übernommen wurde. Der i810 bot eine Unterstützung von maximal 512 MiB PC-100-SDRAM und war für einen Front Side Bus (FSB) von 100 MHz ausgelegt. Der zugehörige Southbridge war der ICH bzw. der ICH0. Der i810E wurde ebenfalls mit dem ICH kombiniert, unterstützte aber einen FSB von 133 MHz, während der i810E2 eine i810E-Variante darstellt, die mit dem ICH2 kombiniert wurde. Bei allen Versionen des i810 wurde der Speicher immer mit 100 MHz angesteuert, unabhängig vom eingestellten FSB.

#### i815

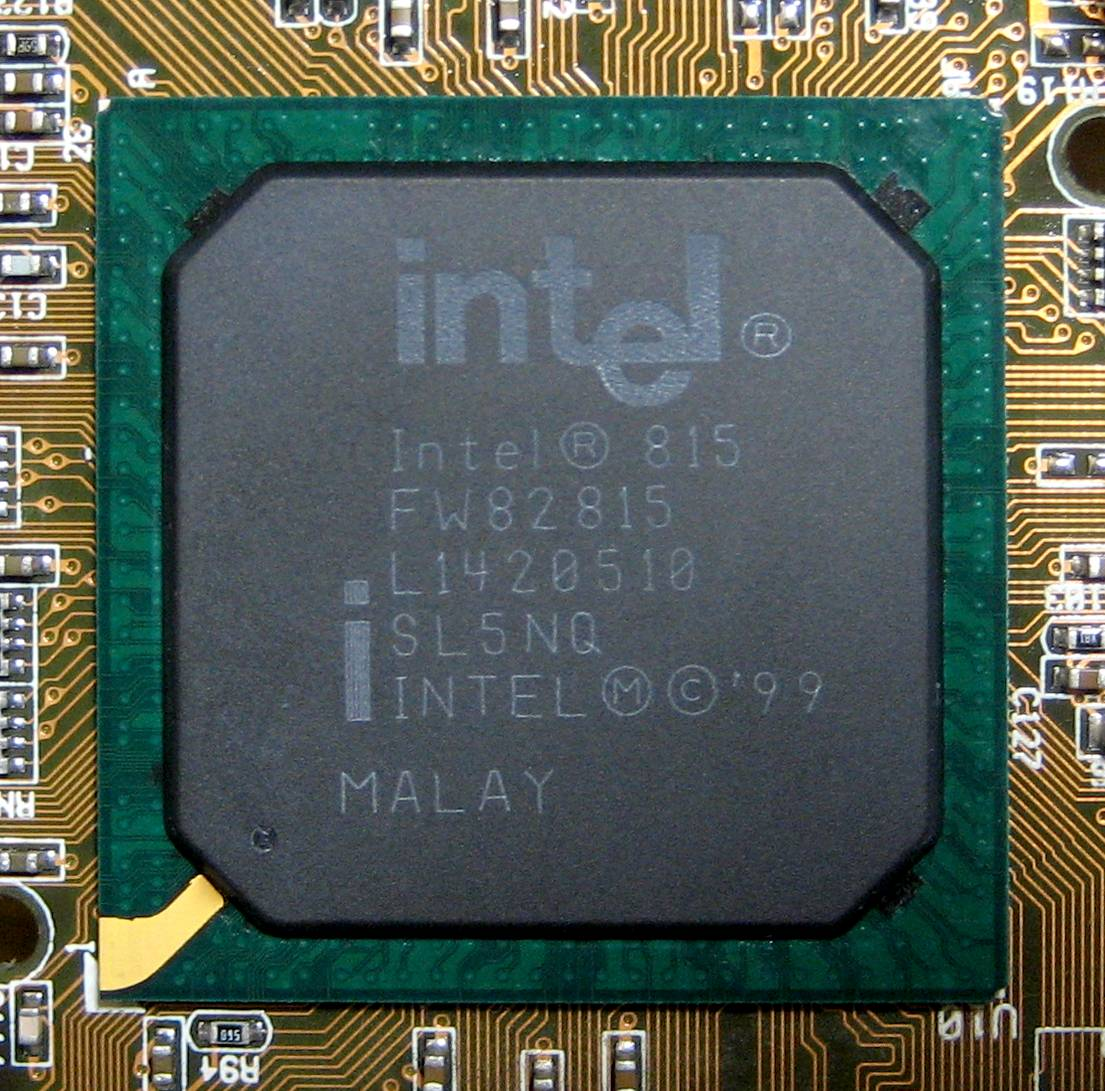
Intel 82815 (i815)

Aufgrund der Probleme mit den i820- und i840-Chipsätzen brachte Intel im Juni 2000 den i815 (Codename Solano) und den i815E auf den Markt. Im Gegensatz zu den i820- bzw. i840-Chipsätzen unterstützte der i815 wieder SDRAM (PC-133), der maximale Speicherausbau beträgt aber nur 512 MiB wie beim i810. Der i815 wurde mit dem ICH kombiniert, der i815E mit dem ICH2. Es folgten im November 2000 der i815EP und im März 2001 der i815P. Während beim Ersteren ebenfalls der ICH2 zum Einsatz kam, konnte dies bei Letzterem der ICH oder der ICH0 sein. Im September 2001 brachte Intel dann mit dem i815G (mit ICH oder ICH0) und dem i815EG (mit ICH2) noch entsprechende IGPs auf den Markt.

#### i820
Der i820 (Codename Camino) war im November 1999 eigentlich als Nachfolger des weit verbreiteten Intel 440BX geplant, allerdings waren die Kosten für den notwendigen RDRAM zu hoch, so dass potentielle Käufer davon abgeschreckt entweder zu Mainboards mit dem älteren i440BX oder zu Modellen der Konkurrenz griffen. Auch das Schwestermodell i840 verkaufte sich nur schleppend. Zwar bot Intel den Mainboardherstellern die Möglichkeit, PC-133-SDRAM über den so genannten Memory Translator Hub (MTH) anzusteuern, allerdings erwies sich diese Lösung als ebenfalls teuer, fehleranfällig und wenig leistungsfähig. Dem i820 folgte im Juni 2000 noch der i820E mit dem ICH2.

#### i830
Die i830-Serie (Codename Almador) war für Notebooks gedacht und unterstützte entsprechend erweiterte Stromsparfunktionen. Als ICH kam der ICH3-M zum Einsatz. Die Modelle i830M, i830MG und i830MP unterscheiden sich hauptsächlich durch die Grafikoptionen: kein IGP oder IGP mit und ohne AGP.

#### i840
Der i840 (Codename Carmel) war das Schwestermodell zum i820 und war mit einem Dual-Channel-RDRAM-Controller ausgestattet. Er wurde von Intel als High-End-Chipsatz vermarktet, hatte aber mit ähnlichen Problemen wie der i820 zu kämpfen.

### Pentium-4-Chipsätze

#### i845

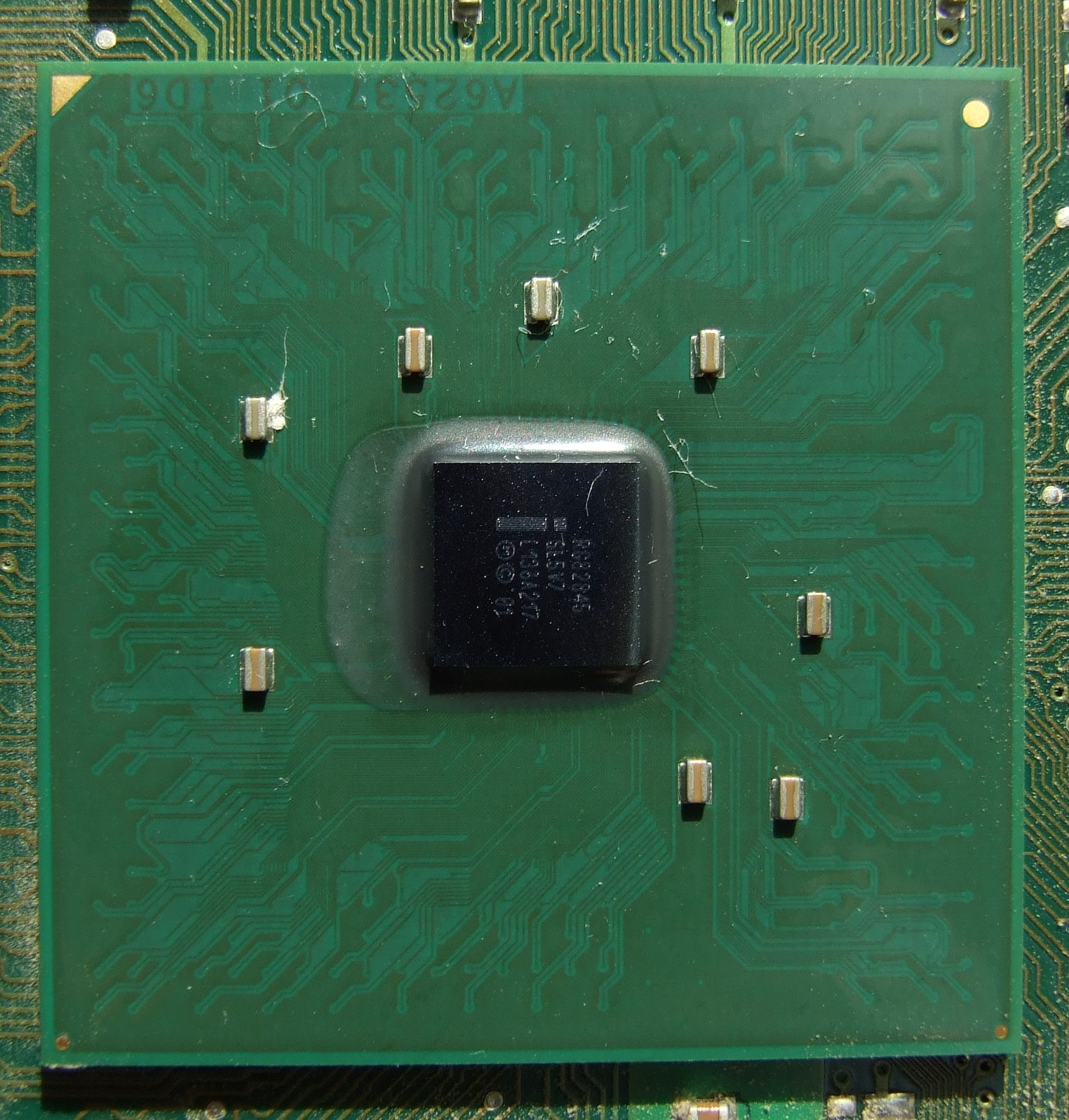
Intel i845 (Northbridge)

Als Reaktion auf die hohen Kosten für RDRAM brachte Intel im Januar 2002 den Chipsatz i845 (Codename Brookdale) heraus, der einen Speichercontroller für PC-133-SDRAM besitzt. Der i845 unterstützte nur FSB 400, so dass im Mai 2002 bereits der i845E für FSB 533 folgte. Außerdem besitzt dieser einen DDR-SDRAM-Speichercontroller und es kam erstmals der ICH4 zum Einsatz.
Mit dem i845G und i845GL wurden ebenfalls im Mai 2002 die ersten IGPs für den Pentium 4 veröffentlicht. Im Oktober 2002 folgten dann noch der i845GE, i845PE und i845GV.

#### i848
Der i848 war eine beschnittene Version der i865P und unterstützte nur maximal 2 GB RAM. Er wurde im August 2003 auf den Markt gebracht.

#### i850
Der i850 (Codename Tehama) mit dem ICH2 war Intels RDRAM-Chipsatz für den Pentium 4. Die hohen Kosten für den Speicher bremsten einen schnellen Markterfolg des Pentium 4 deutlich. Trotzdem wurde im Mai 2002 noch der i850E mit Unterstützung für FSB 533 auf den Markt gebracht.

#### i860
Als Chipsatz für den Intel Xeon mit NetBurst-Architektur brachte Intel den i860 (Colusa) auf den Markt. Dieser war dem i850 recht ähnlich, unterstützte aber bis zu 4 GiB Speicher.

#### i865
Im Mai 2003 kamen der i865G (ein IGP), der i865P und der i865PE (Codename Springdale) mit dem neuen ICH5 bzw. ICH5R auf den Markt. Der im September 2003 veröffentlichte i865GV war ein i865G ohne AGP.

#### i875
Der i875P (Codename Canterwood) war die High-End-Version der i865P und wurde bereits im April 2003 veröffentlicht. Er bot vor allem einen schnelleren Speichercontroller und DualCPU-Unterstützung.

## Modellübersicht
| Chip- satz | Code- name | Release- datum | Front Side Bus | Speichercontroller                                      | Speichercontroller | Grafik           | Grafik             | verwendeter ICH |
| Chip- satz | Code- name | Release- datum | Front Side Bus | Speichertyp                                             | max. Speicher      | Grafikkern (IGP) | AGP- Unterstützung | verwendeter ICH |
| ---------- | ---------- | -------------- | -------------- | ------------------------------------------------------- | ------------------ | ---------------- | ------------------ | --------------- |
| i810       | Whitney    | April 1999     | 100 MHz GTL+   | PC-100 SDRAM                                            | 512 MiB            | i752             | –                  | ICH ICH0        |
| i810E      | Whitney    | September 1999 | 133 MHz GTL+   | PC-100 SDRAM                                            | 512 MiB            | i752             | –                  | ICH             |
| i810E2     | Whitney    |                | 133 MHz GTL+   | PC-100 SDRAM                                            | 512 MiB            | i752             | –                  | ICH2            |
| i815       | Solano     | Juni 2000      | 133 MHz GTL+   | PC-133 SDRAM                                            | 512 MiB            | –                | AGP 2.0            | ICH             |
| i815E      | Solano     | Juni 2000      | 133 MHz GTL+   | PC-133 SDRAM                                            | 512 MiB            | –                | AGP 2.0            | ICH2            |
| i815EP     | Solano     | November 2000  | 133 MHz GTL+   | PC-133 SDRAM                                            | 512 MiB            | –                | AGP 2.0            | ICH2            |
| i815P      | Solano     | März 2001      | 133 MHz GTL+   | PC-133 SDRAM                                            | 512 MiB            | –                | AGP 2.0            | ICH ICH0        |
| i815G      | Solano     | September 2001 | 133 MHz GTL+   | PC-133 SDRAM                                            | 512 MiB            | i754             | –                  | ICH ICH0        |
| i815EG     | Solano     | September 2001 | 133 MHz GTL+   | PC-133 SDRAM                                            | 512 MiB            | i754             | –                  | ICH2            |
| i820       | Camino     | November 1999  | 133 MHz GTL+   | PC-800 RDRAM PC-133 SDRAM über MTH                      | 1 GiB              | –                | AGP 2.0            | ICH             |
| i820E      | Camino     | Juni 2000      | 133 MHz GTL+   | PC-800 RDRAM PC-133 SDRAM über MTH                      | 1 GiB              | –                | AGP 2.0            | ICH2            |
| i830M      | Almador    | Juli 2001      | 133 MHz GTL+   | PC-133 SDRAM                                            | 1 GiB              | Extreme Graphics | AGP 2.0            | ICH3-M          |
| i830MG     | Almador    | Juli 2001      | 133 MHz GTL+   | PC-133 SDRAM                                            | 1 GiB              | Extreme Graphics | –                  | ICH3-M          |
| i830MP     | Almador    | Juli 2001      | 133 MHz GTL+   | PC-133 SDRAM                                            | 1 GiB              | –                | AGP 2.0            | ICH3-M          |
| i840       | Carmel     | Oktober 1999   | 133 MHz GTL+   | Dual-Channel PC-800 RDRAM                               | 4 GiB              | –                | AGP 2.0            | ICH             |
| i845       | Brookdale  | Januar 2002    | 100 MHz AGTL+  | PC-133 SDRAM                                            | 3 GiB              | –                | AGP 2.0            | ICH2            |
| i845       | Brookdale  | Januar 2002    | 100 MHz AGTL+  | PC-2100 DDR-SDRAM                                       | 2 GiB              | –                | AGP 2.0            | ICH2            |
| i845E      | Brookdale  | Mai 2002       | 133 MHz AGTL+  | PC-2100 DDR-SDRAM                                       | 2 GiB              | –                | AGP 2.0            | ICH4            |
| i845GL     | Brookdale  | Mai 2002       | 100 MHz AGTL+  | PC-133 SDRAM PC-2100 DDR-SDRAM                          | 2 GiB              | Extreme Graphics | –                  | ICH4            |
| i845G      | Brookdale  | Mai 2002       | 133 MHz AGTL+  | PC-133 SDRAM PC-2100 DDR-SDRAM                          | 2 GiB              | Extreme Graphics | AGP 2.0            | ICH4            |
| i845GE     | Brookdale  | Oktober 2002   | 133 MHz AGTL+  | PC-2700 DDR-SDRAM                                       | 2 GiB              | Extreme Graphics | AGP 2.0            | ICH4            |
| i845PE     | Brookdale  | Oktober 2002   | 133 MHz AGTL+  | PC-2700 DDR-SDRAM                                       | 2 GiB              | –                | AGP 2.0            | ICH4            |
| i845GV     | Brookdale  | Oktober 2002   | 133 MHz AGTL+  | PC-133 SDRAM PC-2100 DDR-SDRAM, z. T. PC-2700 DDR-SDRAM | 2 GiB              | Extreme Graphics | –                  | ICH4            |
| i848P      |            | August 2003    | 200 MHz AGTL+  | PC-3200 DDR-SDRAM                                       | 2 GiB              | –                | AGP 3.0            | ICH5 ICH5R      |
| i850       | Tehama     | November 2000  | 100 MHz AGTL+  | PC-800 RDRAM                                            | 2 GiB              | –                | AGP 2.0            | ICH2            |
| i850E      | Tehama     | Mai 2002       | 133 MHz AGTL+  | PC-1066 RDRAM                                           | 2 GiB              | –                | AGP 2.0            | ICH2            |
| i860       | Colusa     | Mai 2001       | 100 MHz AGTL+  | PC-800 RDRAM                                            | 4 GiB              | –                | AGP 2.0            | ICH2            |
| i865G      | Springdale | Mai 2003       | 200 MHz AGTL+  | PC-3200 DDR-SDRAM                                       | 4 GiB              | Extreme Graphics | AGP 3.0            | ICH5 ICH5R      |
| i865P      | Springdale | Mai 2003       | 133 MHz AGTL+  | PC-2700 DDR-SDRAM                                       | 4 GiB              | –                | AGP 3.0            | ICH5            |
| i865PE     | Springdale | Mai 2003       | 200 MHz AGTL+  | PC-3200 DDR-SDRAM                                       | 4 GiB              | –                | AGP 3.0            | ICH5 ICH5R      |
| i865GV     | Springdale | September 2003 | 200 MHz AGTL+  | PC-3200 DDR-SDRAM                                       | 4 GiB              | Extreme Graphics | –                  | ICH5 ICH5R      |
| i875P      | Canterwood | April 2003     | 200 MHz AGTL+  | PC-3200 DDR-SDRAM                                       | 4 GiB              | –                | AGP 3.0            | ICH5 ICH5R      |

- AGP 2.0 unterstützt die Geschwindigkeitsstufen 1×, 2× und 4×.
- AGP 3.0 unterstützt die Geschwindigkeitsstufen 4× und 8×.